# Полухин, Александр Викторович
Александр Викторович Полухин (родился 15 октября 1961 года в Алма-Ате) — казахский ватерполист, выступавший на позиции вратаря. Мастер спорта Казахстана международного класса.

## Биография
Выступал за алма-атинское «Динамо», был вратарём сборной СССР. Некоторое время преподавал в 165-м алматинском лицее физкультуру (занятия по плаванию). В 2002 году в связи с отсутствием сменщика у голкипера национальной сборной Александра Шведова выступил за сборную Казахстана на летних Азиатских играх 2002 года, которые казахи выиграли. В том же году был назначен государственным тренером мужской сборной Казахстана.
Будучи государственным тренером, Полухин продолжал игровую карьеру. В 2004 году он стал чемпионом России в составе волгоградского клуба «ЛукОйл-Спартак», победив в финале «Штурм-2002» из Чехова. Финальная серия продолжалась до трёх побед: в первом матче волгоградцы дома победили 6:5, уступив во втором матче в Чехове 5:6, но в третьем матче 18 мая победил дома 4:1. 
Полухин выступил только один раз на летних Олимпийских играх, сыграв за сборную Казахстана в Афинах в 2004 году и заняв 11-е место. Он стал самым возрастным игроком на этой Олимпиаде: ему было 42 года и 305 дней. В то же время отчасти его вызов был связан с тем, что у сборной просто не было других вратарей.
Окончил в 2004 году Казахскую академию спорта и туризма, подтвердил свою квалификацию в 2018 году. Является тренером спортклуба «Алматы» для людей с ограниченными физическими возможностями. В 2010 году сыграл на ветеранском турнире в шведском городе Борас за клуб «Астана» в возрастной категории 40+, победив в финале со счётом 11:5 итальянцев.